# Чорнокінецька Воля
Чорнокіне́цька Во́ля — село в Україні, у складі Колиндянської сільської громади, Чортківського району, Тернопільської області. Адміністративний центр колишньої Чорнокінецько-Волянської сільської ради.

## Назва
Люди, які викуплялися з кріпацтва йшли на волю і оселялися в селі. Від цього пішла назва «Чорнокінецька Воля». А псевдонім села «Пузина» походить від імені дочки пана Людвіга Волянського.

## Географія

### Розташування
Розташоване на берегах річки Чорнокінецький потік (ліва притока Нічлави), за 35 км від районного центру і за 15 км від найближчої залізничної станції Озеряни–Пилатківці.

## Історія
Перша письмова згадка датована 1654 роком.
Здавна тут оселялися польські колоністи, були панський двір і костел, проживав священик.
У селі 1900 року — 914 мешканців, 1910 — 934, 1921 — 881, 1931 — 905; у 1921 — 168, 1931 — 182 двори.
У Чорнокінецькій Волі функціонував фільварок.
Село засноване у 1820—1830-х роках Андрієм Шумилом. Спочатку замість села був хутір «Андріївка». Близько 1840-х років в селі побудував свій двір пан Людвіг Волянський, де мешкав зі своєю дочкою Пузиною. Дочка познайомилася з хлопцем за Збруча. Хлопець був Олексієм і мав прогресивні погляди, що до кріпацтва. Пан дозволяє одружитися доньці. А також пан будує фільварок, де зараз знаходиться ПАП «Воля».
Протягом 1939—1941 рр. органи НКВС знищили в Чортківській тюрмі жителів села Михайла Дребіта, Олексу Гоменюка, Євгена Міщія, Михайла Шмигеля, Федора Юника;
1940 року з села було забрано тринадцять молодих хлопців, які боролися за Незалежність України. Деякий час вони перебували в Чортківській тюрмі. Після тривалих мук і знущань їх доправили в Умань, де вони і загинули. Село в роки війни було під німецькою окупацією. 110 місцевих жителів боролися на фронтах. Дев'ятнадцять нагороджено медалями й орденами Української РСР.
20–21 липня 1941 р. жителів села Івана та Василя Грабецівих, Івана та Михайла Данилишина, Івана Клима та Івана Сороцького розстріляли в Умані на Черкащині.
Під час німецько-радянської війни загинули або пропали безвісти:
- Андрій Галушко (нар. 1903),
- Михайло Галушко (нар. 1910),
- Семен Гершун (нар. 1910),
- Андрій Головчинський (нар. 1908),
- Михайло Головчинський (нар. 1905),
- Степан Головчинський (нар. 1903),
- Михайло Гордій (нар. 1907),
- Семен Гордій (нар. 1914),
- Петро Гоцак (нар. 1917),
- Ілля Грабець (нар. 1903),
- Іван Довбенко (нар. 1902),
- Михайло Дребіт (нар. 1917),
- Дмитро Євчій (нар. 1900).

В УПА воювали Іван Головчинський, Михайло Іванович та Михайло Степанович Голошинські, Михайло Гукалюк, Іван Грабець, Василь Дребіт, Михайло Ільницький, Іван Кальмук, Михайло Ковпак, Степан Куций та інші.
З 29 липня 2015 року Чорнокінецька Воля належить до Колиндянської сільської громади.
12 червня 2020 року, відповідно до розпорядження Кабінету Міністрів України № 724-р «Про визначення адміністративних центрів та затвердження територій територіальних громад Тернопільської області» увійшло до складу Колиндянської сільської громади.
19 липня 2020 року, в результаті адміністративно-територіальної реформи та ліквідації Чортківського району (1940—2020), увійшло до складу новоутвореного Чортківського району.

## Релігія
- церква Різдва Пресвятої Богородиці (перевезена у 1763 р. із містечка, нині смт Скала-Подільська, Борщівського району, дерев'яна)
- нова (збудована у 1995—2004), у селі є капличка (1992).

## Населення
| 914 | 934 | 881 | 905 | 448 | 427 |

### Мова
Розподіл населення за рідною мовою за даними перепису 2001 року:
| Мова       | Кількість | Відсоток |
| ---------- | --------- | -------- |
| українська | 541       | 99.82%   |
| російська  | 1         | 0.18%    |
| Усього     | 542       | 100%     |

## Соціальна сфера, господарство
Діяли філії товариств «Просвіта», «Сільський господар», «Рідна школа» та інших, кооператива.
Нині діють школа, дитячий садочок, Будинок культури, бібліотека, ФАП, відділення зв'язку, два торгових заклади.
Працюють аграрно-акціонерне господарство «Україна», ПАП «Воля», ПАП «Пузина», ПАП «Соколи» та інші.

### Бібліотека
У 1950-х роках за переказами жителів села було засновано хату-читальню, яка знаходилася в центрі села, по вулиці Шкільна. Це була маленька хатинка, в якій було дві кімнати.
У 1963 році бібліотеку перенесли в новозбудований сільський будинок культури, на другий поверх.
До 2016 року бібліотека була філіалом Чортківської районної централізованої бібліотечної системи Чортківської районної ради. Від 2016 року перебуває у підпорядкуванні Колиндянської сільської громади.
Працівники:
- Гоцак Ярослава Петрівна,
- Федишин Віра (до 1975),
- Козловська Марія, Середа Марія (1975—1980),
- Батюк Галина Миколаївна (1980—2007),
- Остапчук Оксана Богданівна (від 2007)[7].

## Відомі люди

### Народилися
- Анджей Виджинський (1921—1992) — польський письменник, драматург, театральний діяч.

## Галерея
|                  |
| Будинок культури |

|                   |
| Стара церква УГКЦ |

|                           |
| Пам'ятник Тарасу Шевченку |